# Sex-symbol

L’actrice américaine Marilyn Monroe sur la couverture du magazine New York Sunday News en novembre 1952.
En 2012, la BBC l'a décrite comme « sans doute le sex-symbol le plus durable » d’Hollywood.

Un sex-symbol est une vedette symbolisant un certain idéal sexuel qu'il soit féminin ou masculin. Les sex-symbols sont perçus comme possédant des qualités qui les rendent sexuellement attirants.

## Au cinéma
L'industrie du cinéma a joué un important rôle dans la venue des sex-symbols. Elle a répandu dans le monde les images de belles personnes, surtout pendant l'époque du cinéma muet, se libérant ainsi de la barrière du langage.
Il semble que la première sex-symbol soit l'actrice danoise Asta Nielsen pendant les années 1910 et les années 1920. Également, Theda Bara, Thora Hird et Pola Negri, fameuses pour leurs rôles de vamps, ont également joué ce rôle. Rudolph Valentino est le premier sex-symbol masculin connu.
Toujours créés par l'industrie du cinéma, suivront bien d'autres après la guerre.

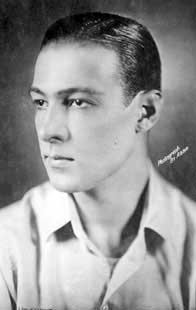
Rudolph Valentino, archétype du « latin lover », premier sex-symbol connu avec l'essor du cinéma muet.
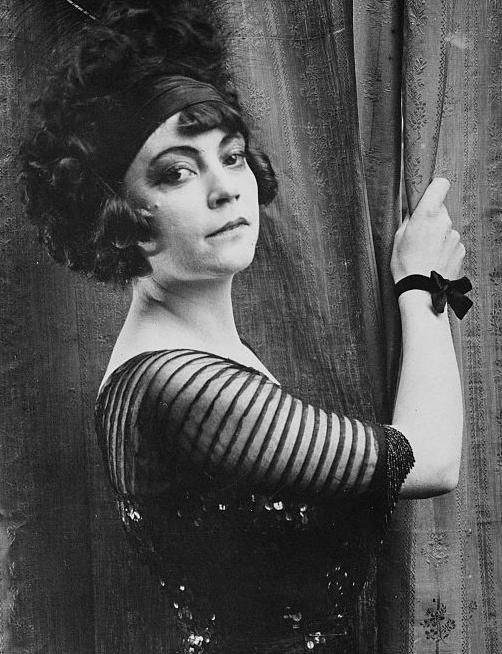
Asta Nielsen, sex-symbol féminin des années 1910 avec le cinéma muet.
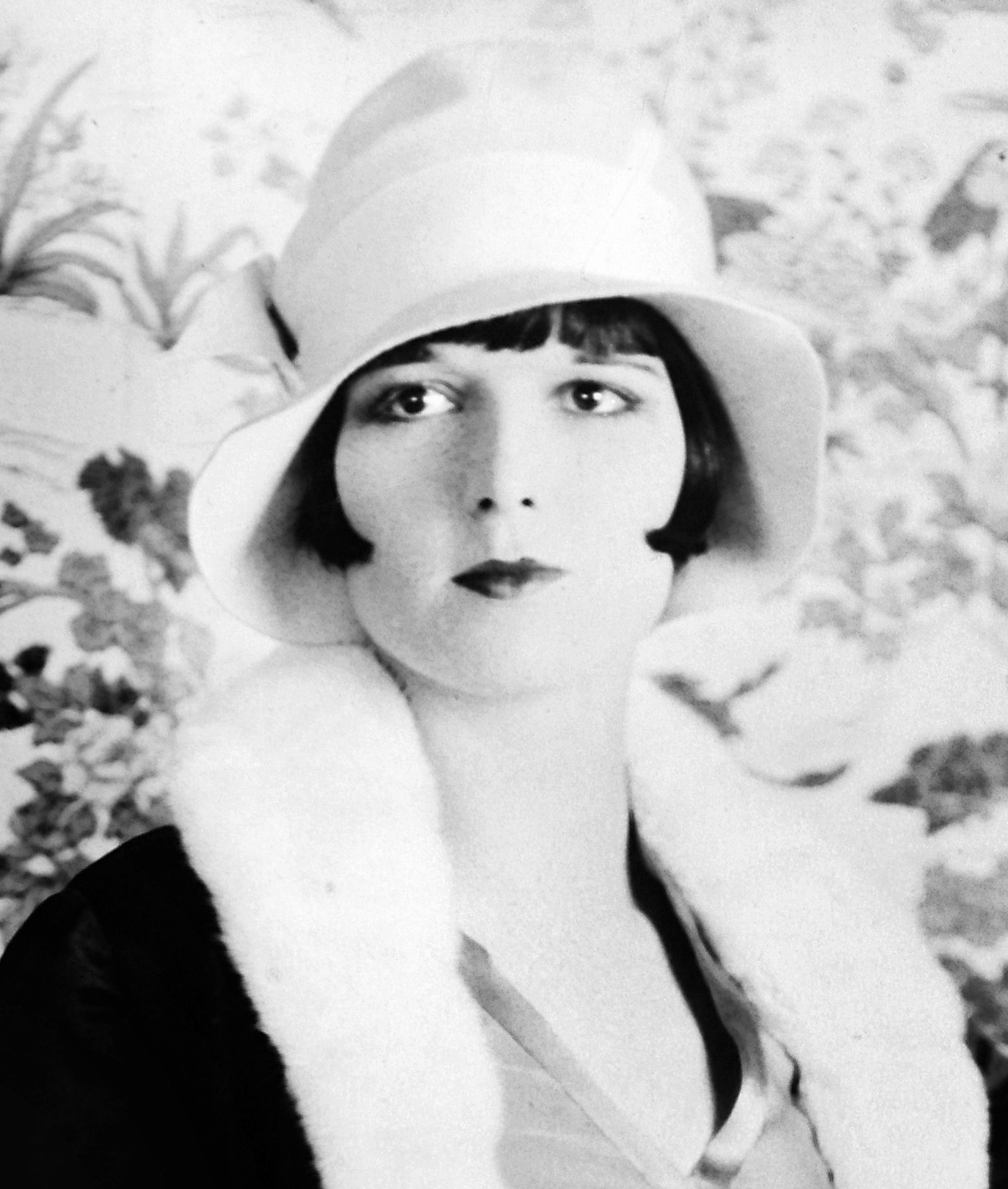
Louise Brooks, sex-symbol féminin des années 1920
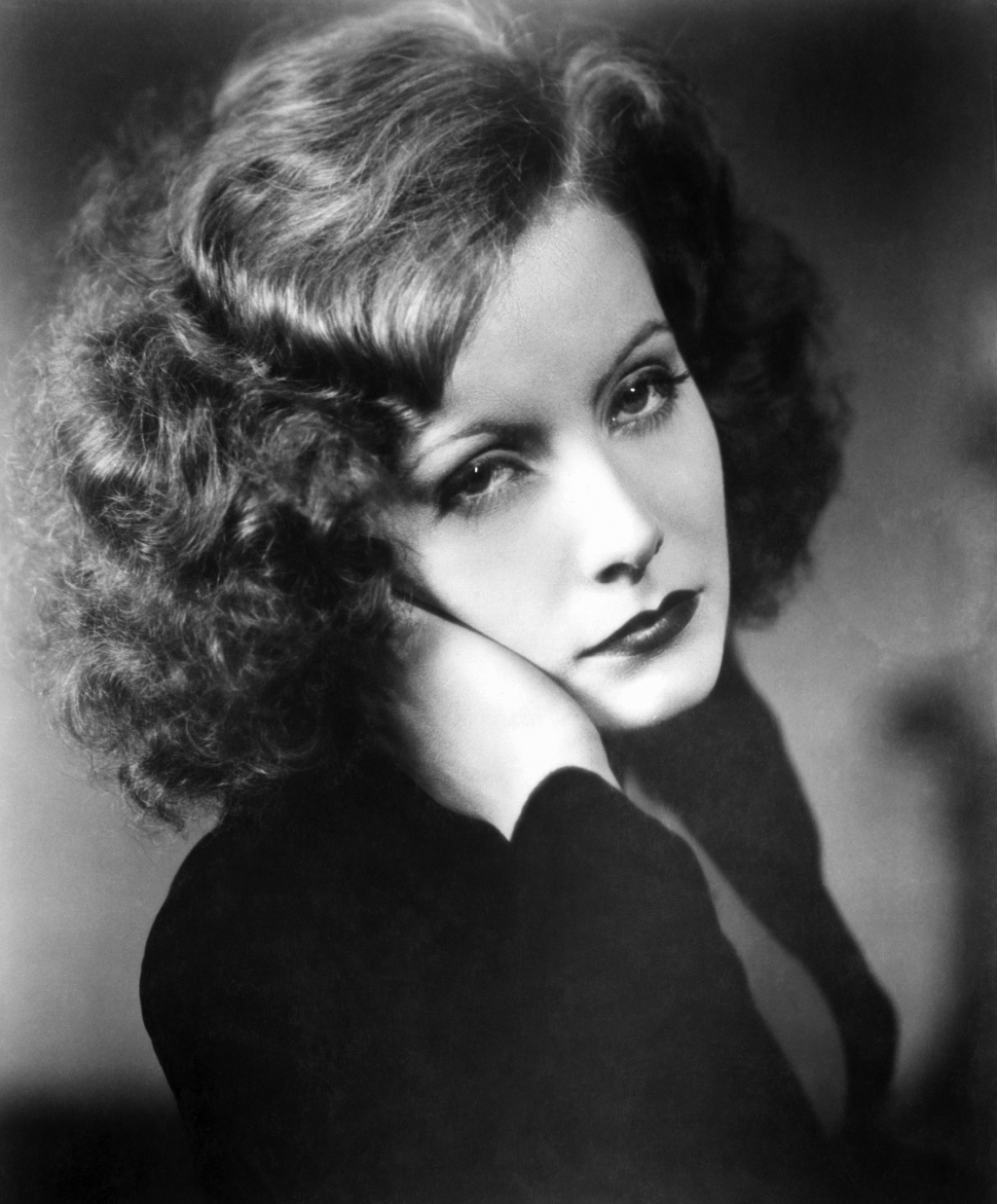
Greta Garbo, sex-symbol féminin des années 1920-30.
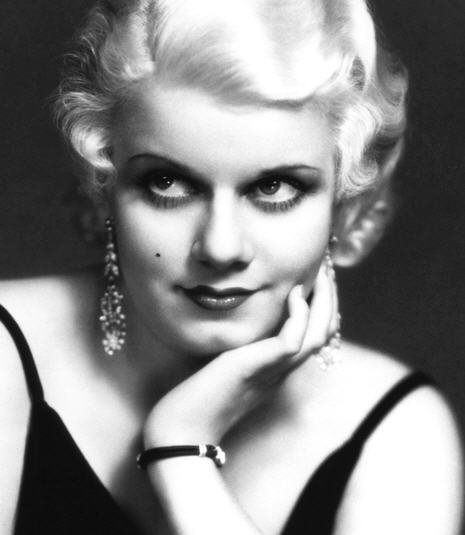
Jean Harlow, sex-symbol féminin des années 1930.
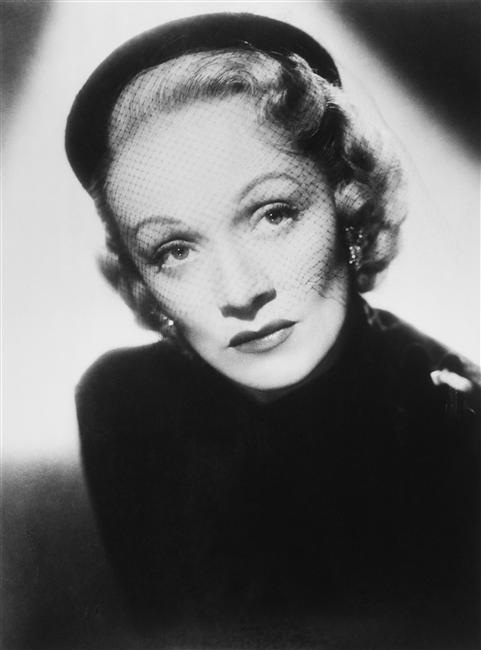
Marlene Dietrich, sex-symbol féminin des années 1930-40.
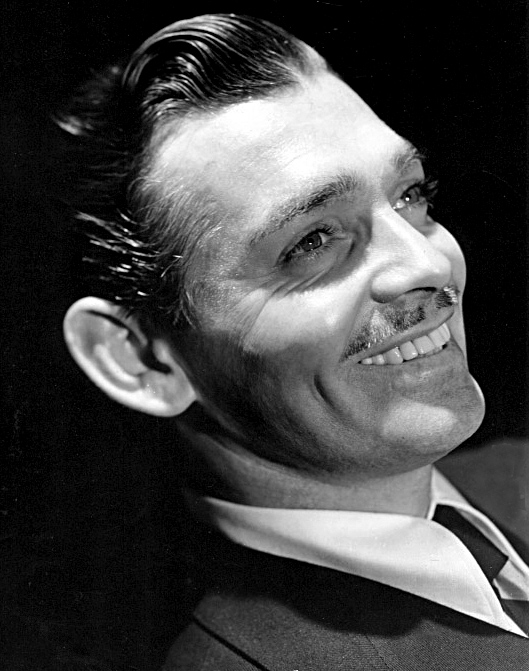
Clark Gable, sex-symbol masculin des années 1930-40.
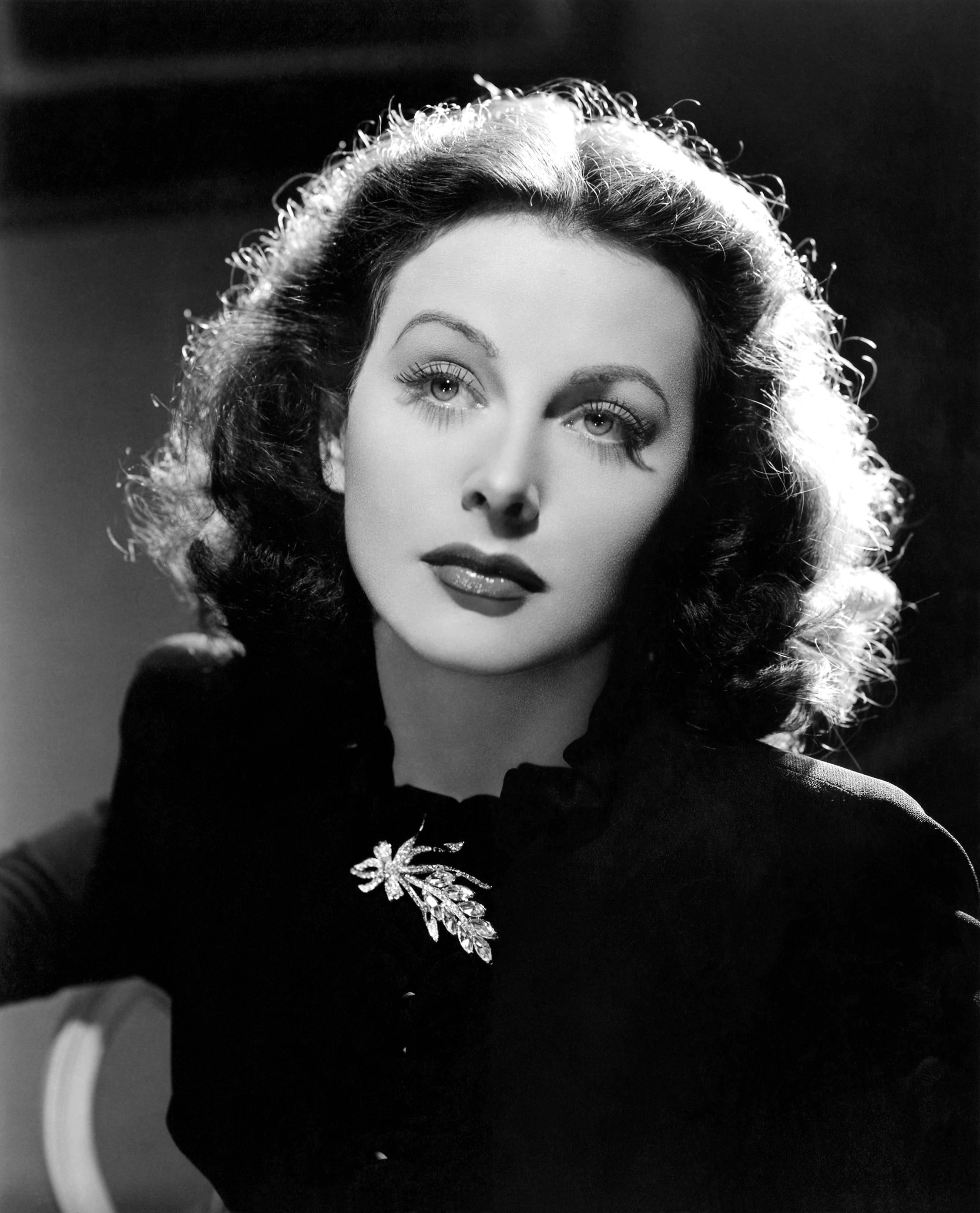
Hedy Lamarr, sex-symbol féminin des années 1940.
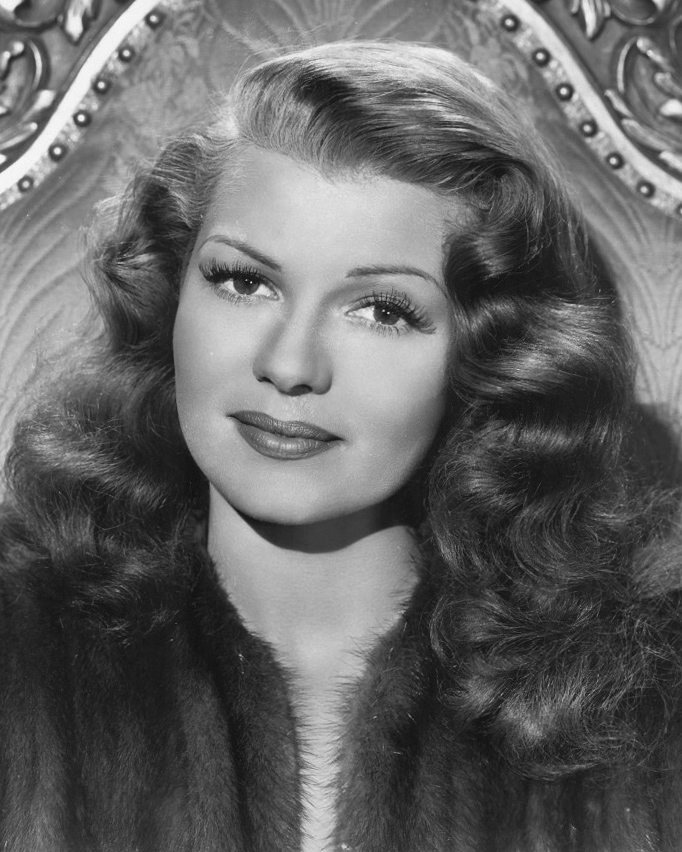
Rita Hayworth, sex-symbol féminin des années 1940.
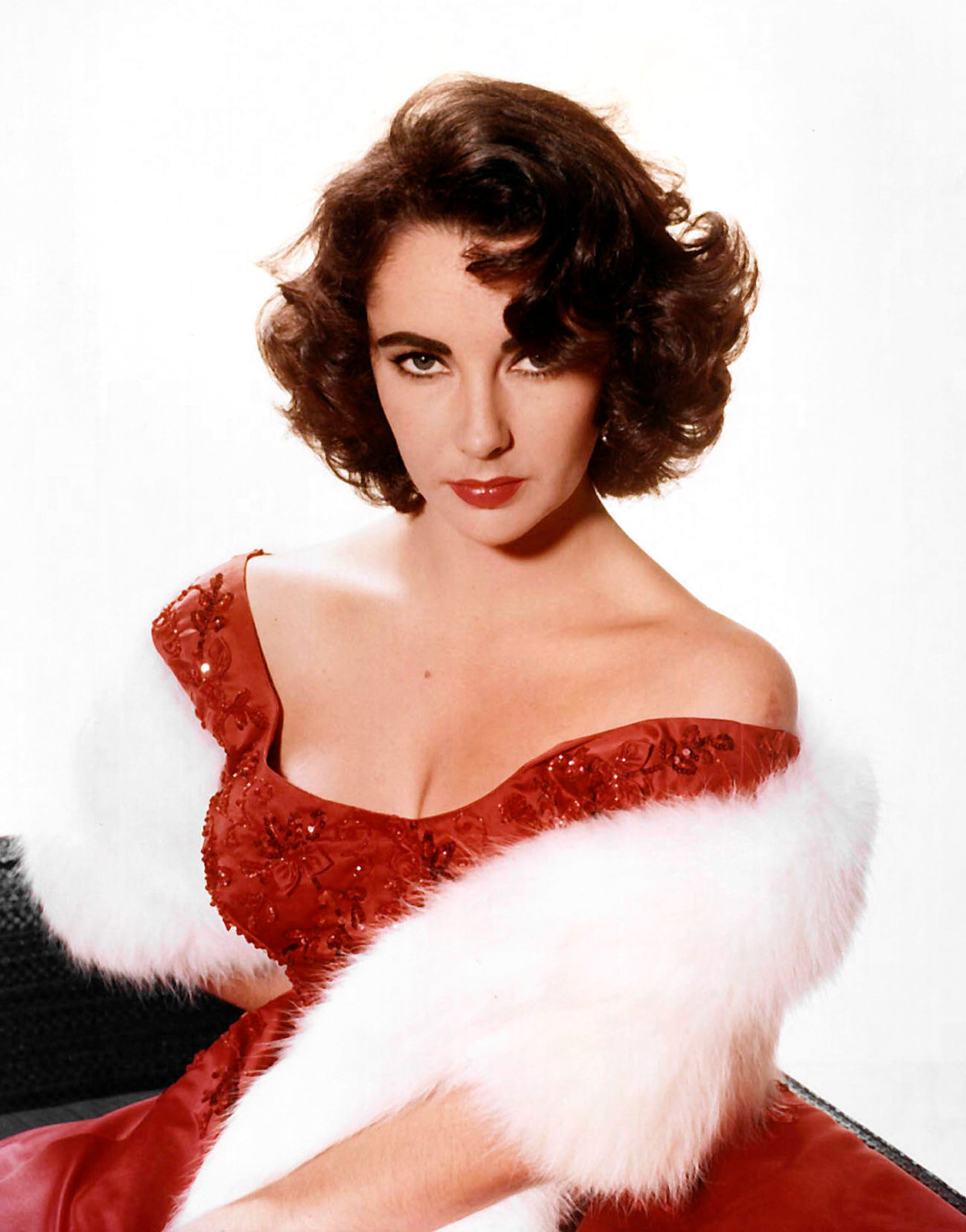
Elizabeth Taylor, sex-symbol féminin des années 1940-50.
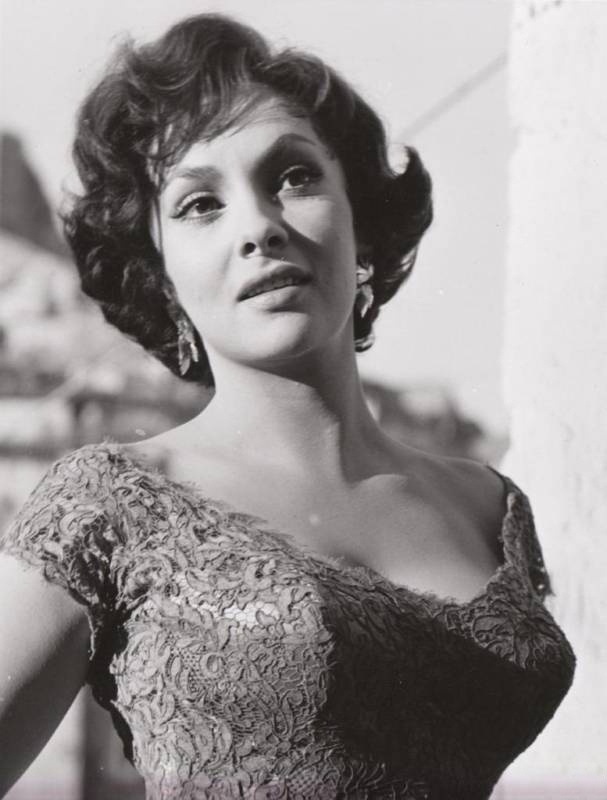
Gina Lollobrigida, sex-symbol féminin des années 1950.
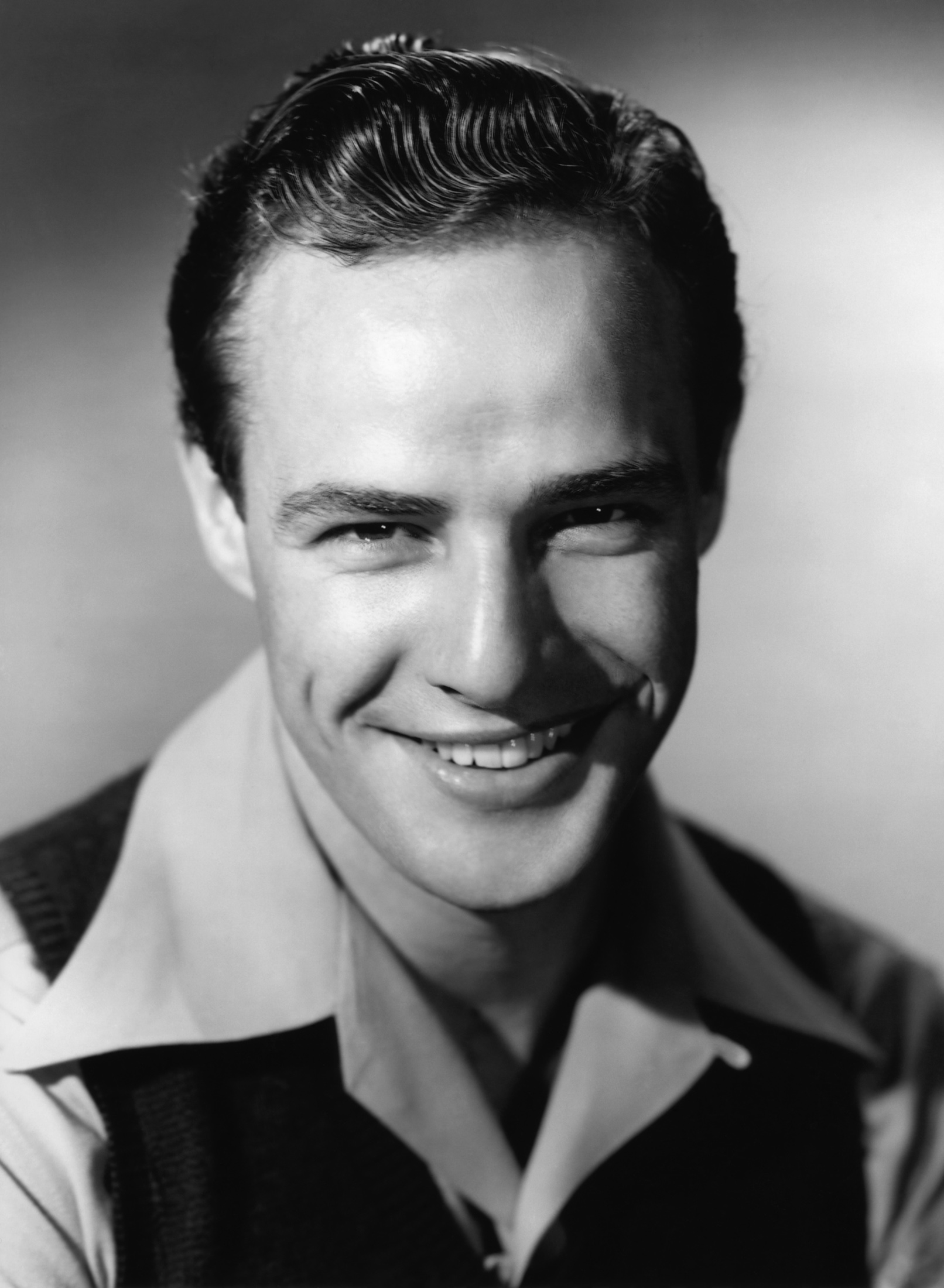
Marlon Brando, sex-symbol masculin des années 1950.
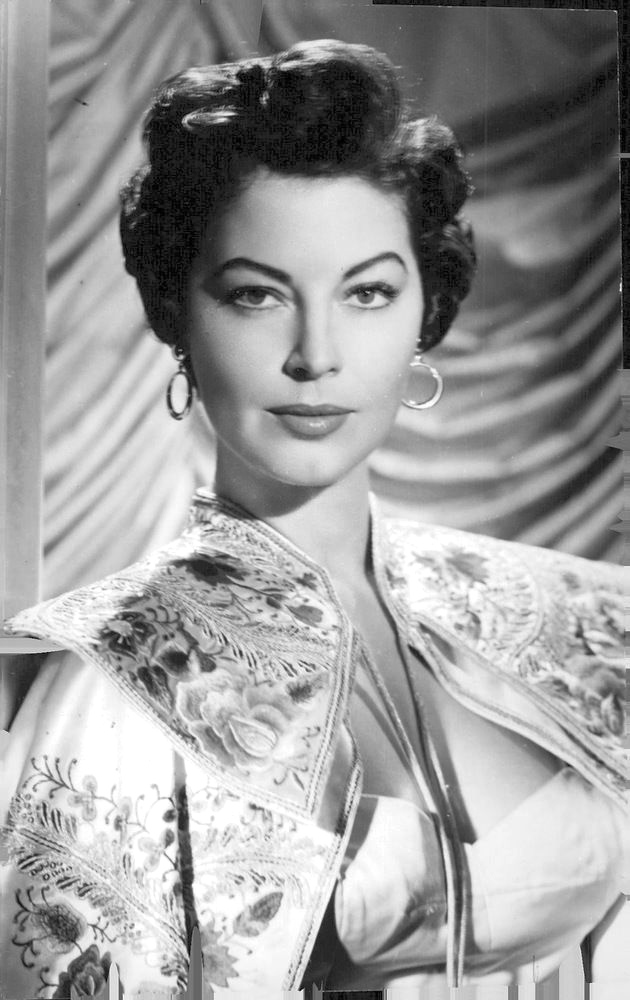
Ava Gardner, sex-symbol féminin des années 1950.
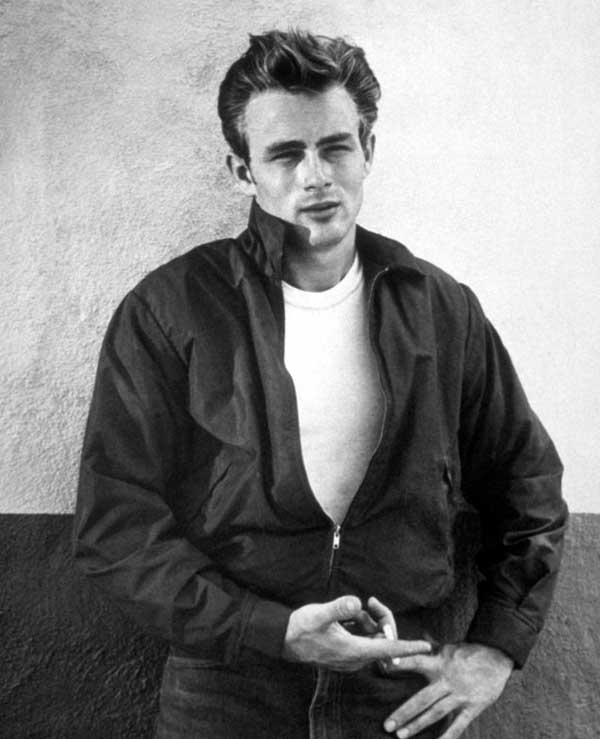
James Dean, sex-symbol masculin des années 1950.
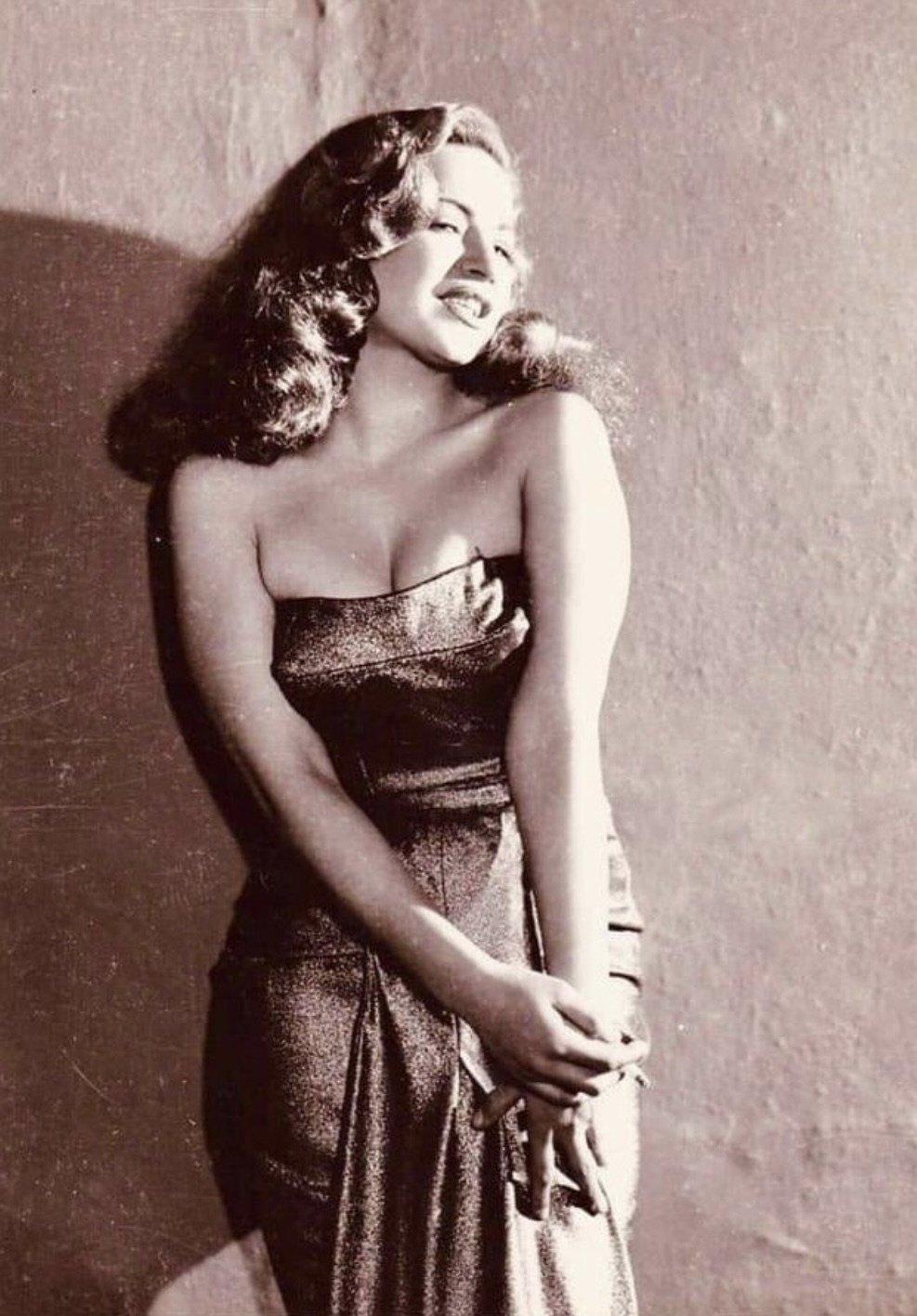
Hind Rostom, sex-symbol féminin du cinéma égyptien et moyen-oriental dans les années 1950.
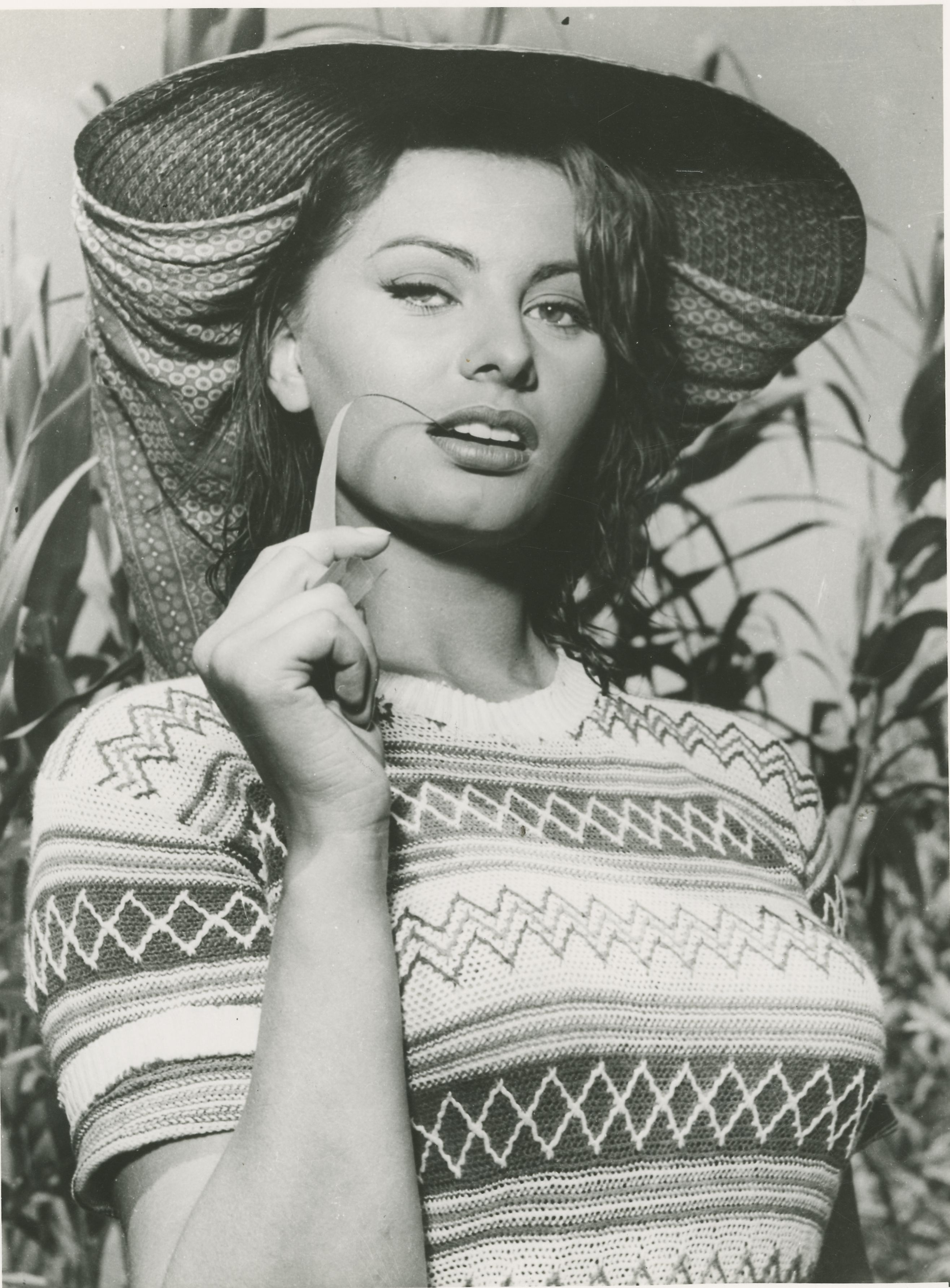
Sophia Loren, sex-symbol féminin des années 1950-60[2].
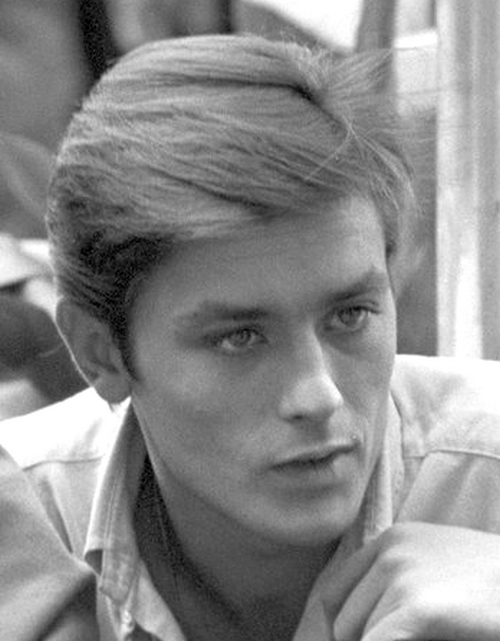
Alain Delon, sex-symbol masculin des années 1960.
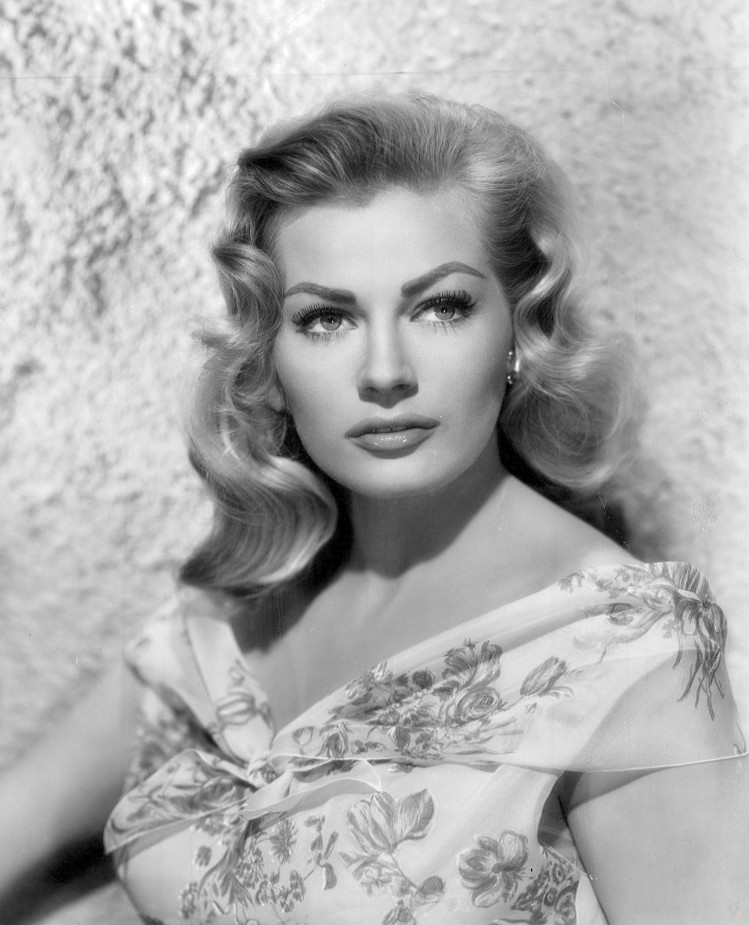
La « bombe suédoise » Anita Ekberg, sex-symbol féminin des années 1960.
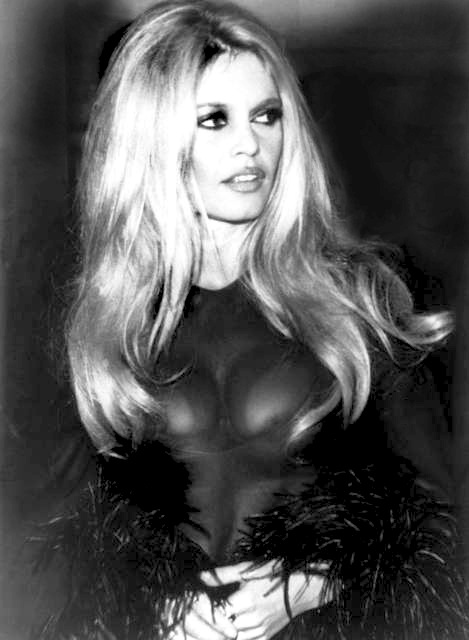
Brigitte Bardot, sex-symbol féminin des années 1960[3].
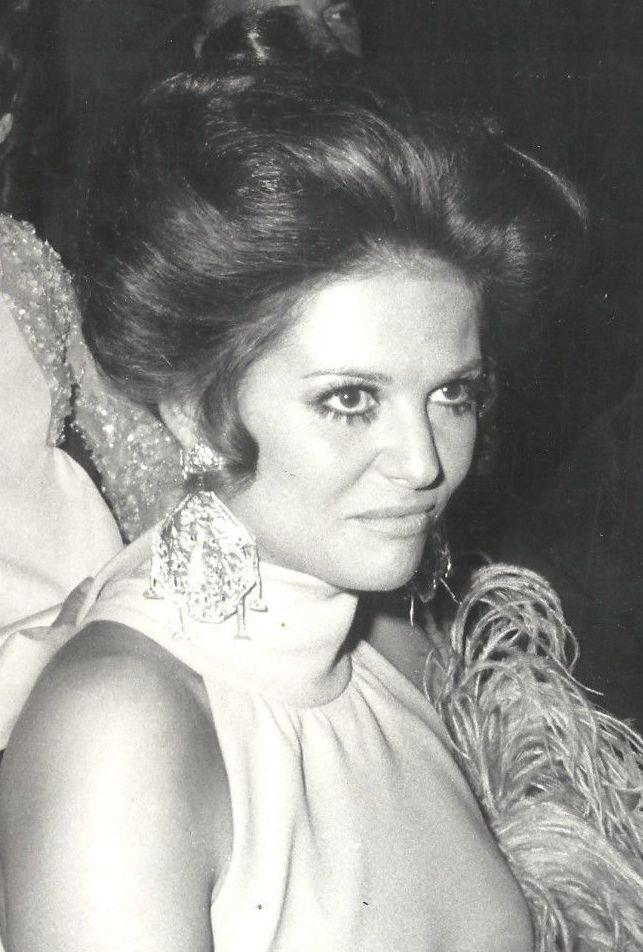
Claudia Cardinale, rivale médiatique de Brigitte Bardot dans les années 1960.
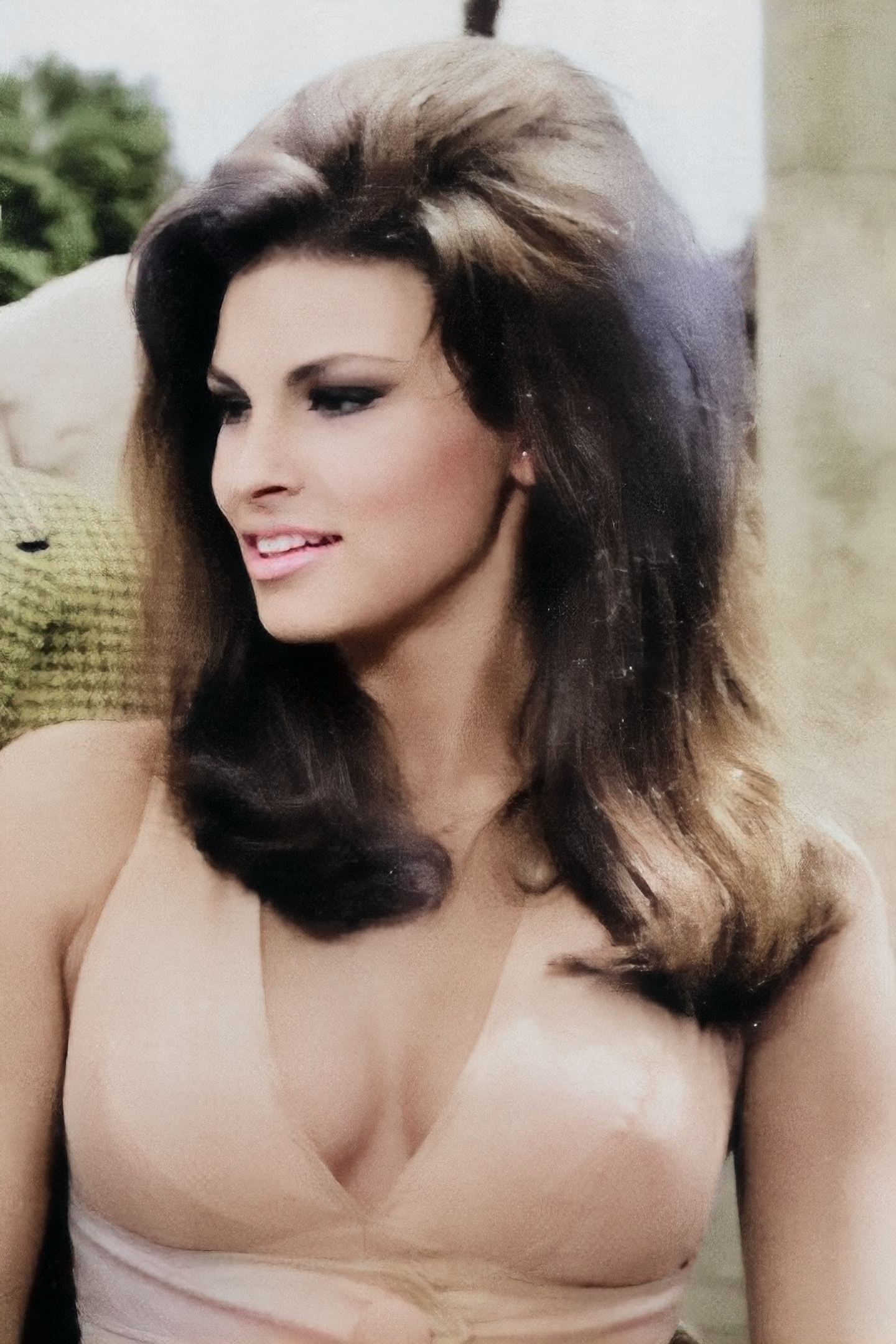
Raquel Welch, sex-symbol féminin des années 1960-70.
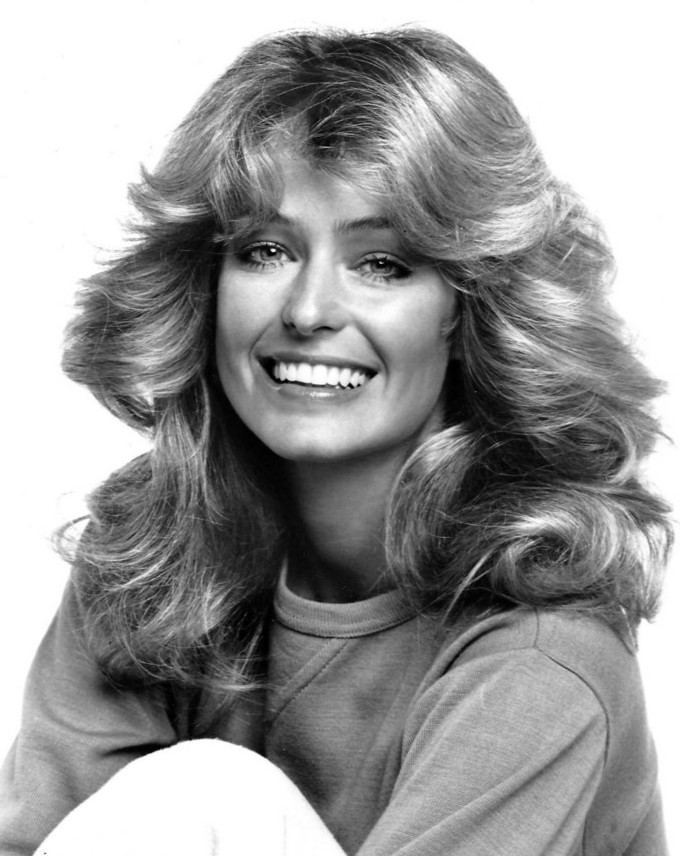
Farrah Fawcett, sex-symbol féminin des années 1970.
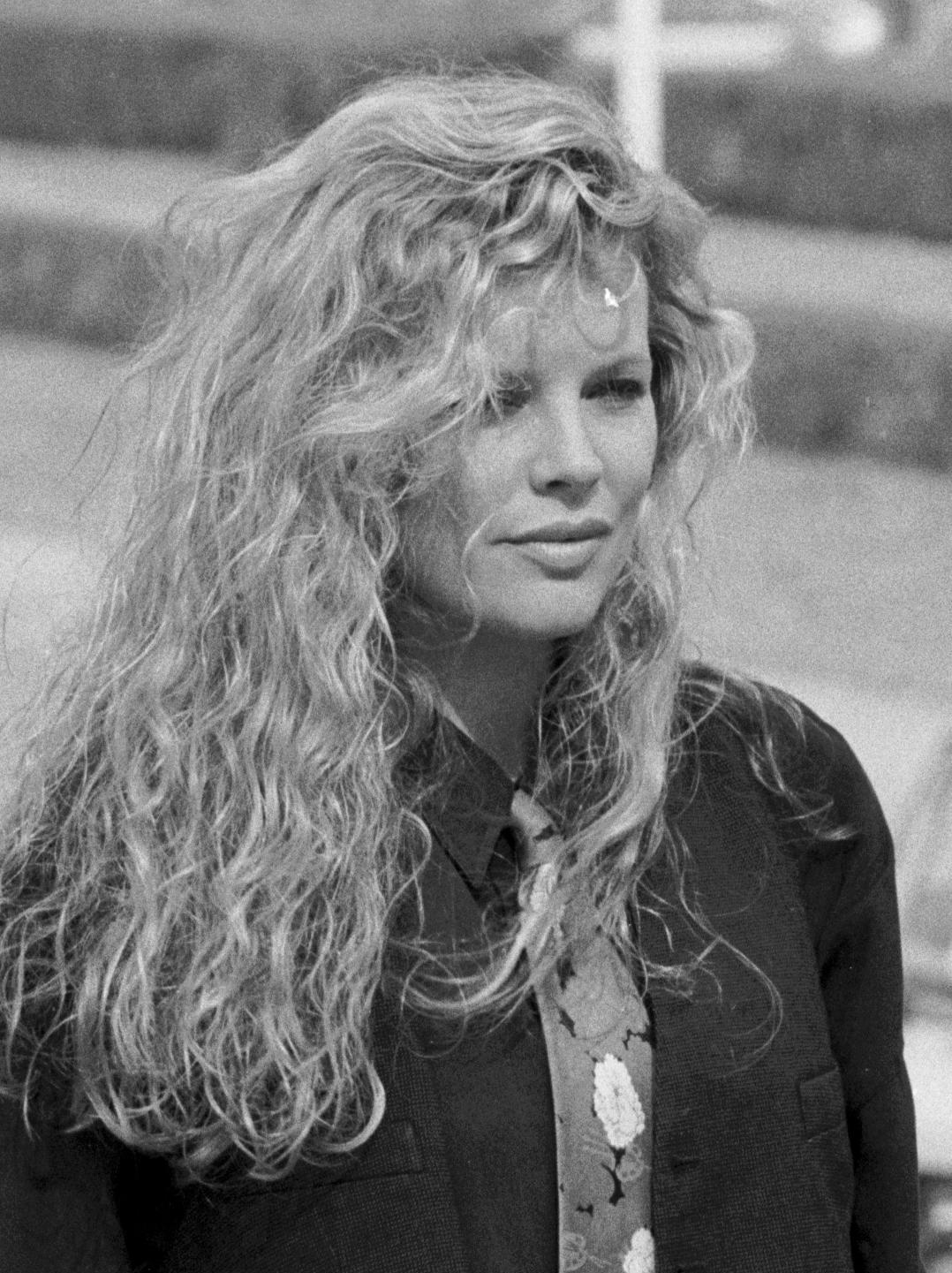
Kim Basinger, sex-symbol féminin des années 1980.
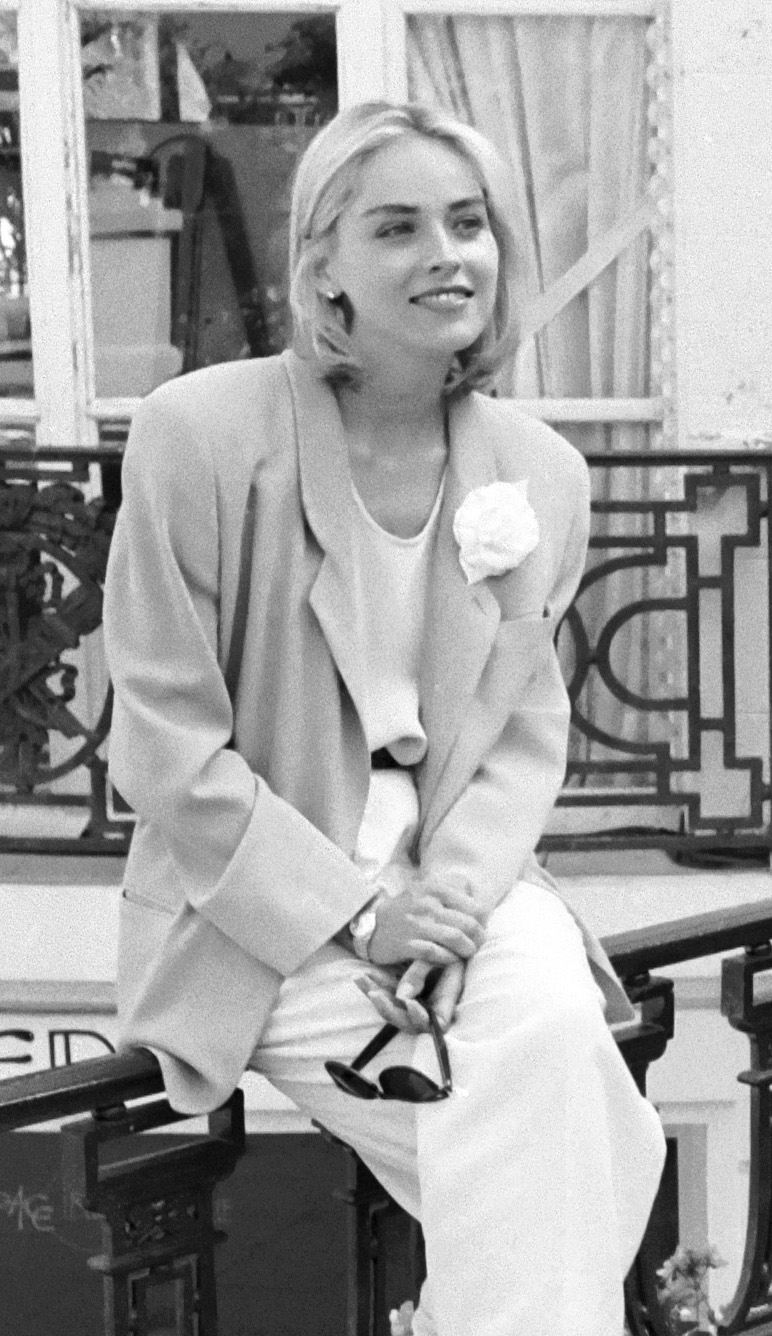
Sharon Stone, sex-symbol féminin des années 1980.
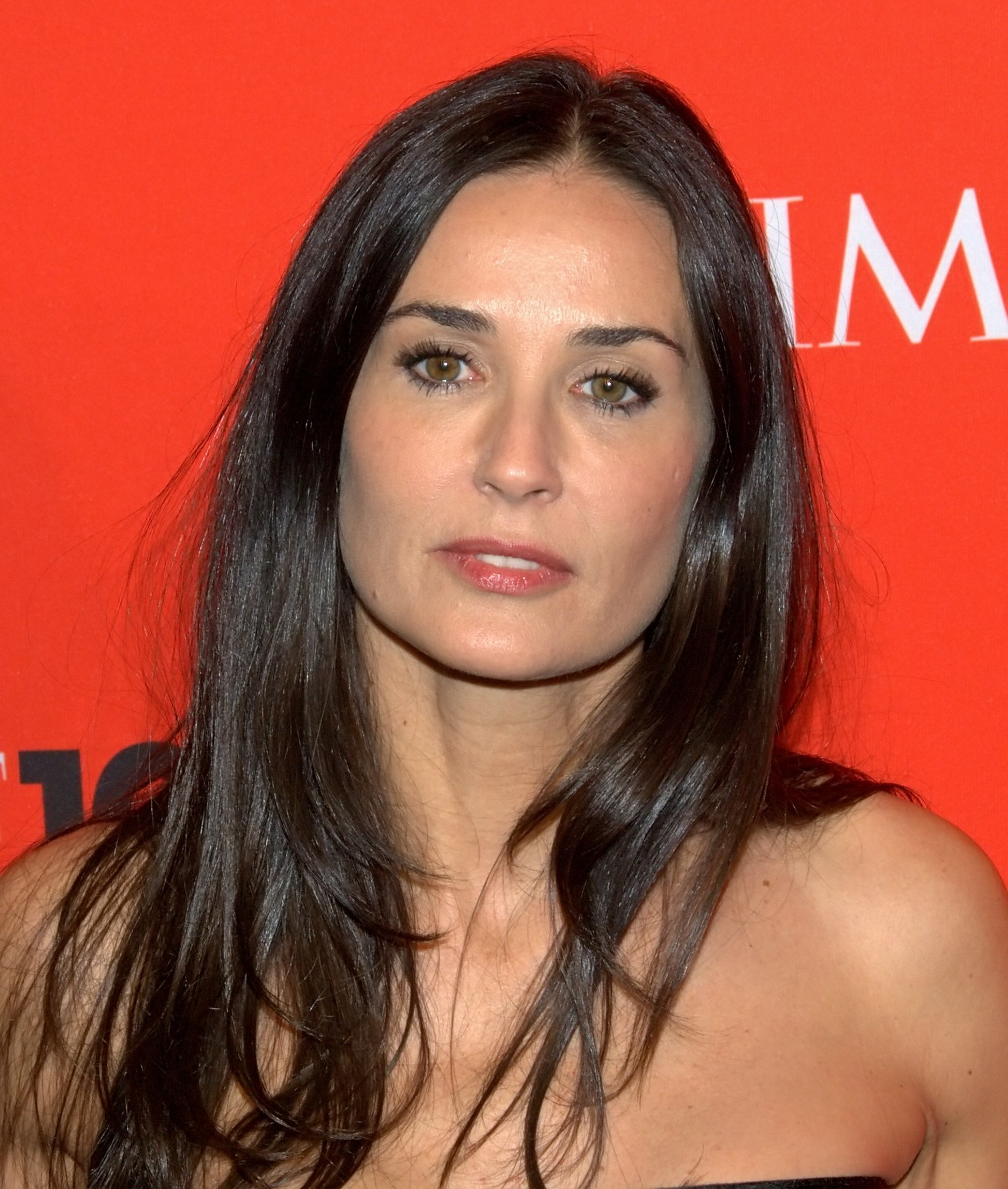
Demi Moore, sex-symbol féminin des années 1990.
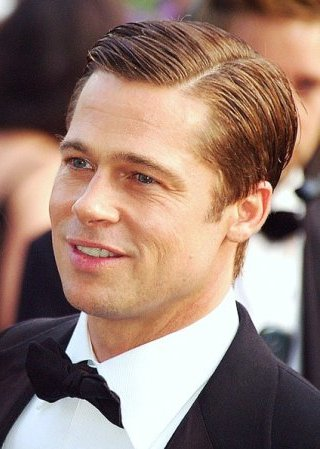
Brad Pitt, sex-symbol masculin des années 1990-2000.
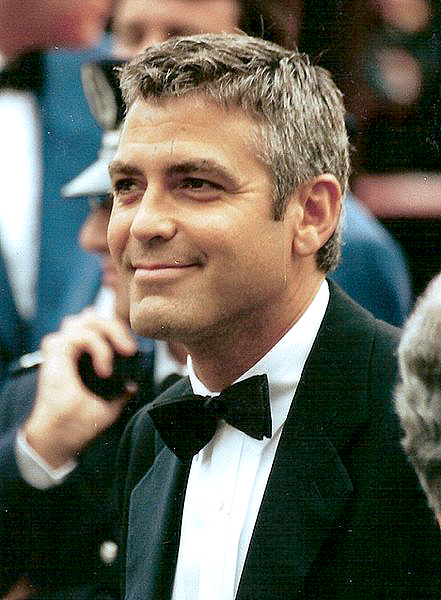
George Clooney, sex-symbol masculin des années 1990-2000.
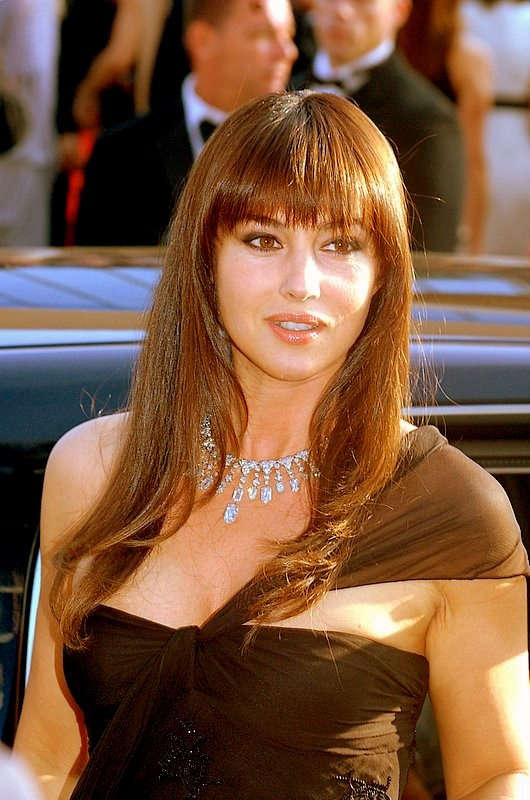
Monica Bellucci, sex-symbol féminin des années 1990-2000.
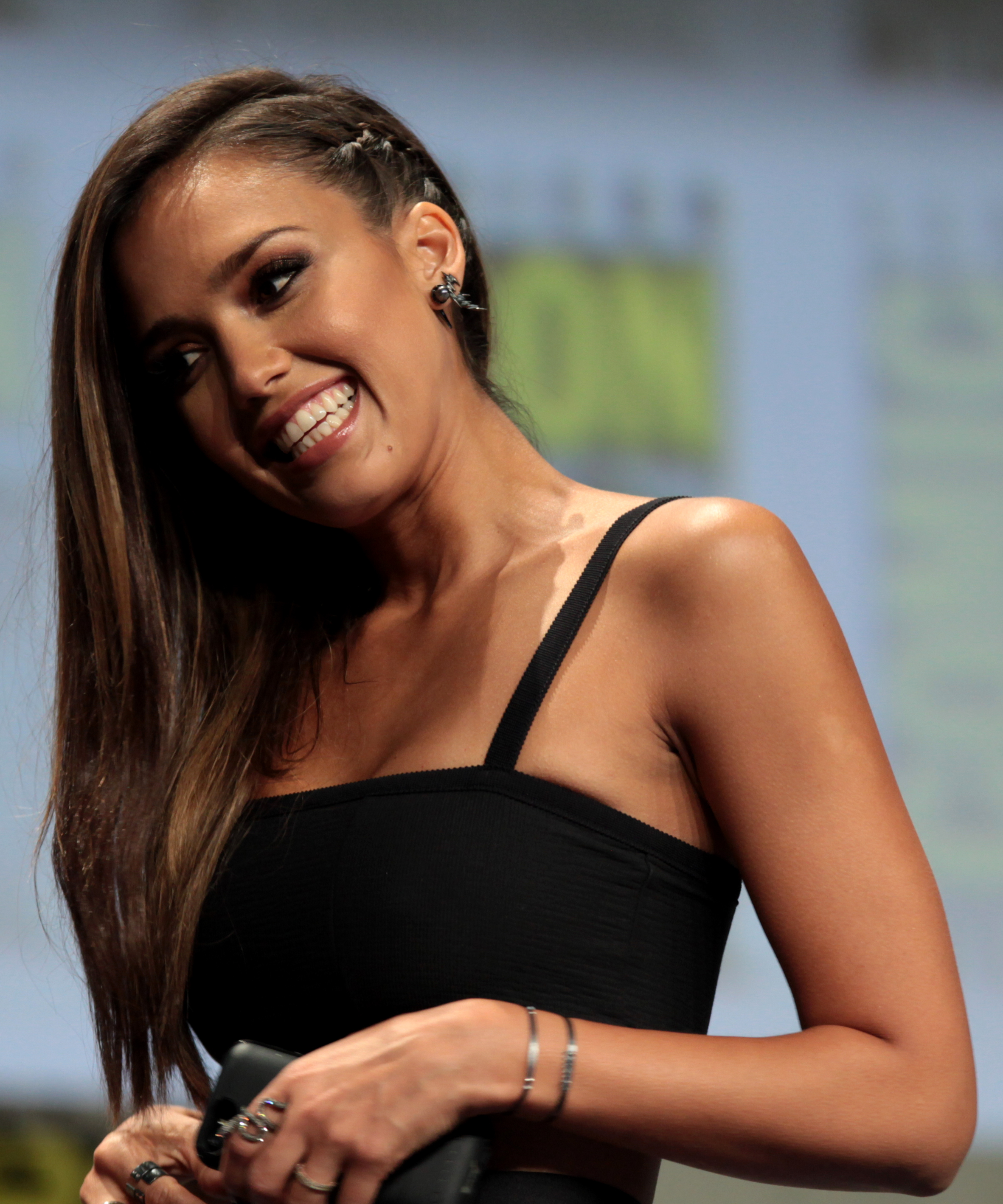
Jessica Alba, sex-symbol féminin des années 2000-2010[4].
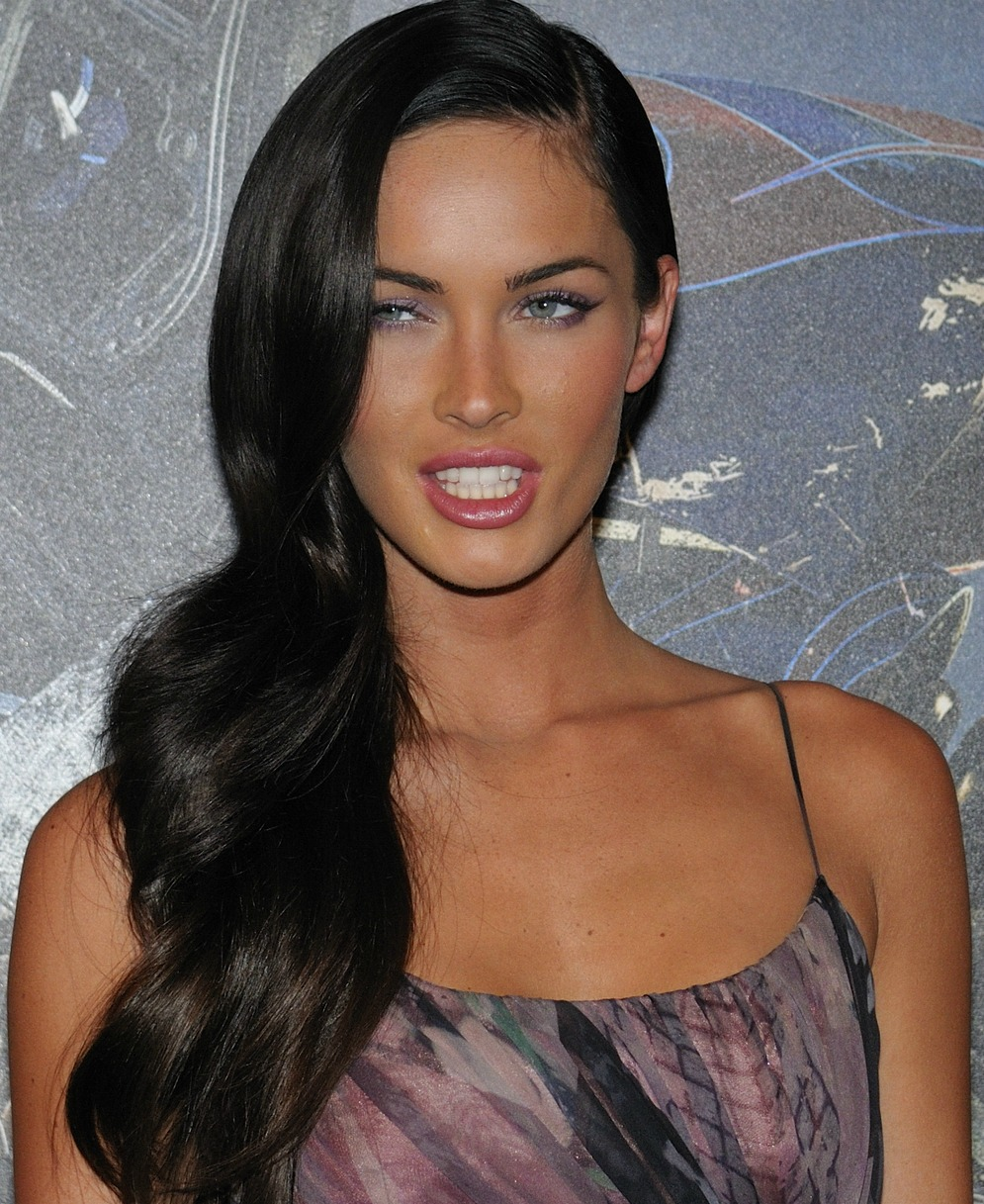
Megan Fox, sex-symbol féminin des années 2000-2010[4].
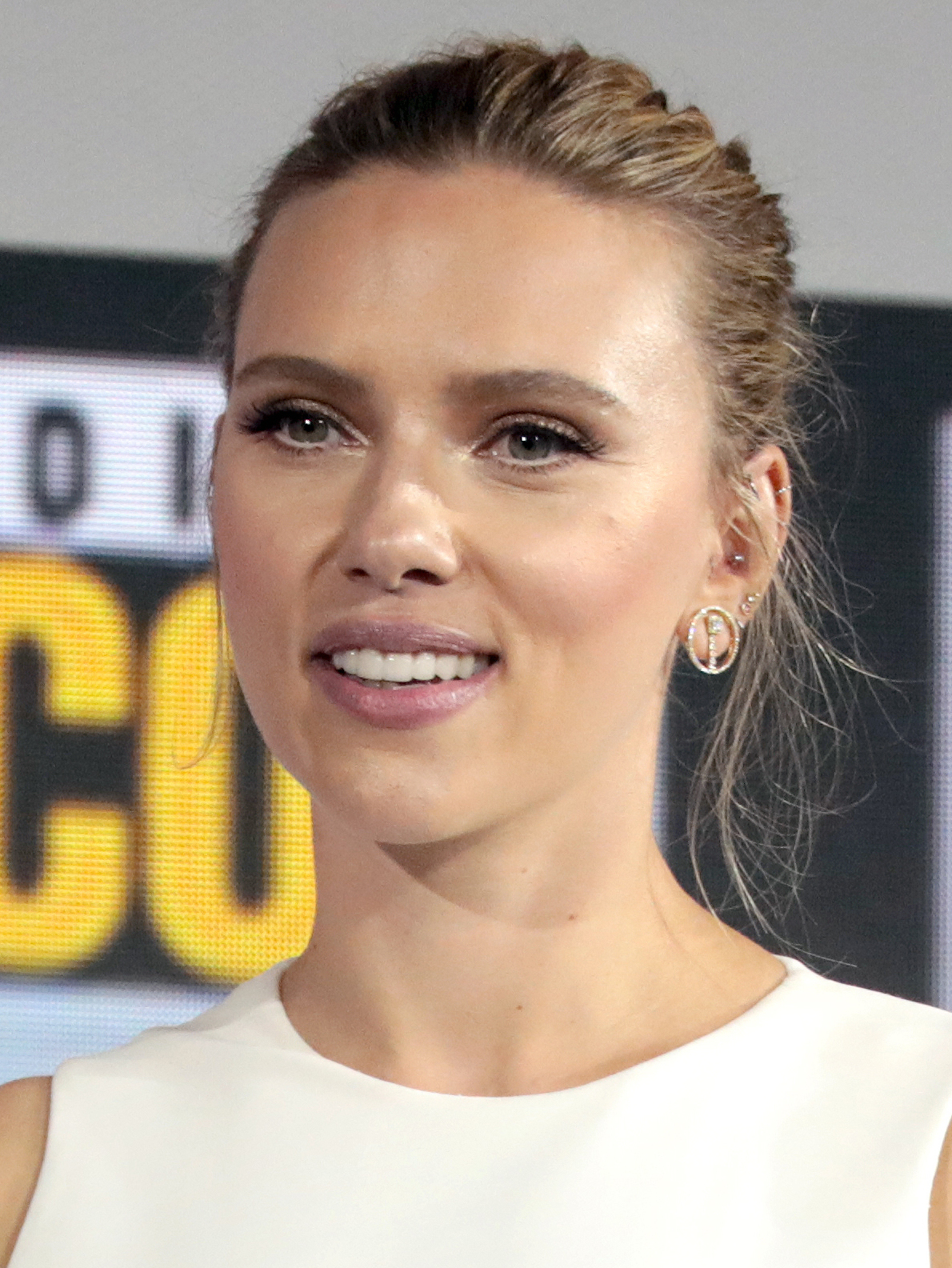
Scarlett Johansson, sex-symbol féminin des années 2000-2010.

## Musique

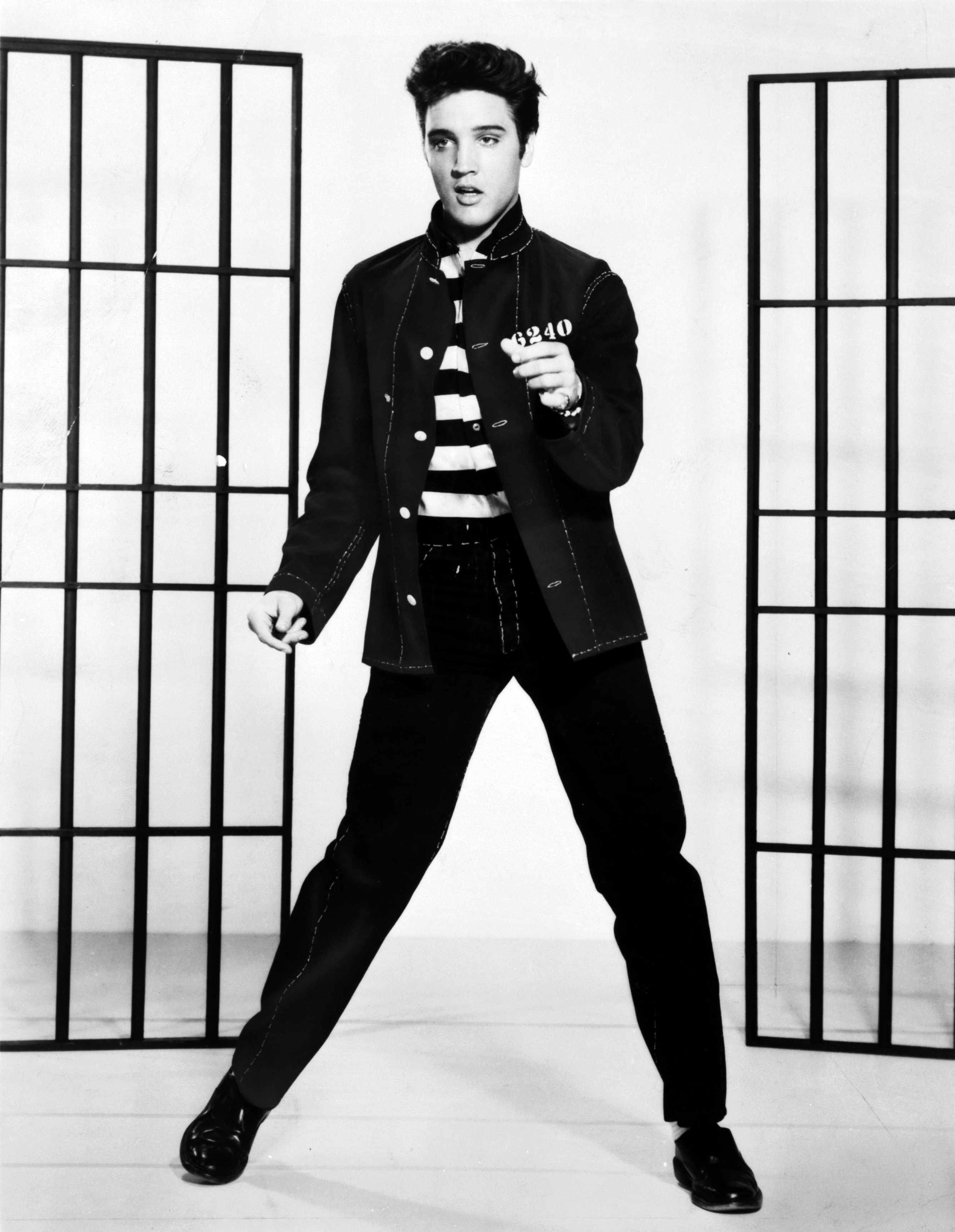
Elvis Presley, sex-symbol masculin des années 1950.

Beaucoup de chanteurs, tels que Jim Morrison, Iggy Pop, Madonna deviennent des sex-symbols de par leur voix, leur attitude scénique.

## Célébrités mondiales
Plusieurs célébrités de sommité mondiale sont aussi des sex-symbols. On peut citer, par exemple, les chanteuses pop Britney Spears et Kylie Minogue, parmi les sex-symbols les plus marquantes des années 2000. Les groupes de musique composés uniquement de garçons (« boys band ») sont également perçus comme tels par leurs admiratrices et admirateurs.

## Autre signification
Ce terme peut aussi renvoyer aux glyphes qui représentent le sexe biologique d'un être vivant : ♀ (pour les femelles) et ♂ (pour les mâles).